# Ephraim Carlebach

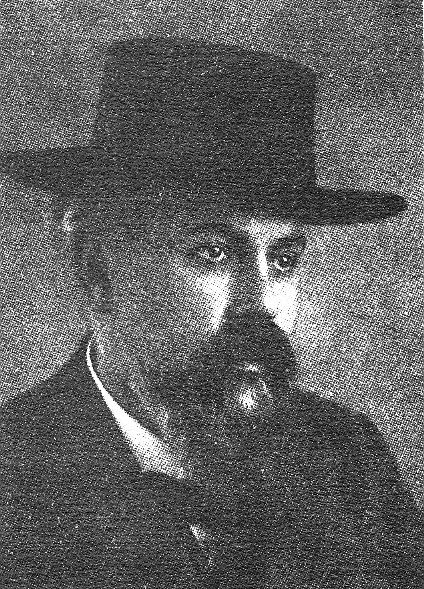
Ephraim Carlebach

Ephraim Carlebach (12. März 1879 in Lübeck – Oktober 1936 in Ramat Gan, Palästina, heute Israel) war ein orthodoxer deutscher Rabbiner.
In Leipzig gründete er die Höhere Israelitische Schule, die nach ihm Ephraim-Carlebach-Schule benannt wurde. Zu seinem Gedenken wurde im November 1992 in Leipzig die Ephraim Carlebach Stiftung gegründet.

## Leben
Ephraim Carlebach gehört zur Familie Carlebach, die bedeutende Rabbiner hervorbrachte. Sein Vater Salomon Carlebach (1845–1919), verheiratet mit Esther Carlebach geborene Adler (1853–1920), war Rabbiner in Lübeck. Ephraim Carlebach hatte elf Geschwister, sieben Brüder und vier Schwestern; er war das fünfte Kind. Vier seiner Brüder wurden ebenfalls Rabbiner. Es sind Emanuel Carlebach (1874–1927), Joseph Carlebach (1883–1942), David Carlebach (1885–1913) und Hartwig Naphtali Carlebach (1889–1967). Zwei seiner Schwestern heirateten Rabbiner, Bella Carlebach (1875–1960), verheiratet mit Leopold Rosenak, und Cilly Carlebach, verheiratet mit Leopold Neuhaus (1884–1968).
Ephraim Carlebach besuchte das Katharineum zu Lübeck bis zum Abitur Ostern 1897. Dort war er mit dem Schulkameraden Thomas Mann befreundet, der sich 1947 erinnerte: „In den unteren Schulklassen […] war ich gut befreundet mit einem Kameraden […], einem Sohn des Rabbiners Dr. Carlebach, ich glaube, er hieß Ephraim und war intelligent, sanft und munter. Seine Gestalt hat sich mir vor anderen, gewöhnlicheren eingeprägt.“
Carlebach studierte Theologie, Geschichte und Pädagogik in Zürich, Baden bei Wien, Würzburg und Berlin. 1900 übernahm er in Leipzig die Leitung der Religionsschule des Talmud-Thora-Vereins. Im selben Jahr wurde er promoviert. Seine Dissertation beleuchtet die sozialen und politischen Verhältnisse der jüdischen Gemeinden in Mainz, Worms und Speyer. 1901 erfolgte die formelle Ordination als Rabbiner. Am 28. März 1905 heiratete er Gertrud Jakoby, die aus Bromberg stammte. Das Ehepaar hatte fünf Kinder, die Söhne Esriel Carlebach (1909–1956), der die israelische Zeitung Maariw gründete, David und Joseph sowie die Töchter Hanna und Cilly.
1912 gründete Ephraim Carlebach in Leipzig die private Höhere Israelitische Schule. Die Schulbehörden torpedierten über Jahre hinweg eine Anerkennung als Realschule und Höhere Töchterschule, obwohl entsprechende Lehrinhalte angeboten wurden. Carlebach stand auch dem von ihm gegründeten Träger, dem Israelitischen Schulverein, vor. 1924 übernahm er das orthodoxe Rabbinat der Ez-Chaim-Synagoge. Carlebach leitete die Höhere Israelitische Schule bis 1935. Im selben Jahr erhielt die Schule den Ehrennamen Ephraim-Carlebach-Schule. Sein Neffe Felix F. Carlebach (1911–2008), der zusammen mit seiner Frau Babette noch weiter an der Schule unterrichtete, emigrierte 1939. Im Frühjahr 1936 wanderte Carlebach, der bereits in Leipzig schwer erkrankt war, mit seiner Familie nach Palästina aus, wo er auf Genesung hoffte. Er starb im Oktober 1936 in Ramat Gan.

## Ehrungen

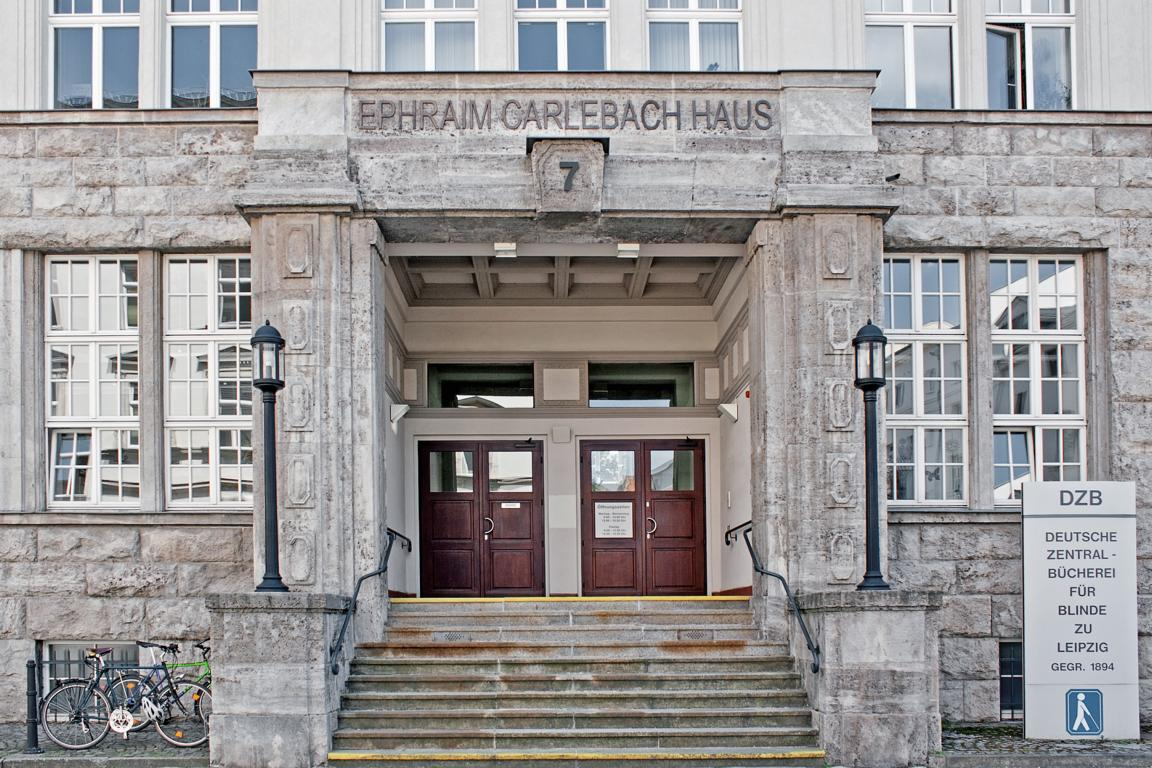
Ephraim-Carlebach-Haus in Leipzig

1992 wurde zu seinem Gedenken in Leipzig die Ephraim Carlebach Stiftung gegründet, dessen Kuratorium sein Neffe, der Rabbiner und Lübecker Ehrenbürger Felix F. Carlebach angehörte. In Leipzig wurde 1992 die Carlebachstraße in Mockau im Nordosten der Stadt nach Ephraim Carlebach benannt. In seiner Geburtsstadt Lübeck erinnert der Carlebach-Park im Hochschulstadtteil an die Mitglieder der Lübecker Rabbinerfamilie.

## Werke
- Die rechtlichen und sozialen Verhältnisse der jüdischen Gemeinden Speyer, Worms und Mainz von ihren Anfängen bis zur Mitte des 14. Jahrhunderts. Edelmann, Leipzig 1901 (zugl. Diss. Univ. Rostock) (Digitalisat).